# (879) Ricarda
(879) Ricarda est un astéroïde de la ceinture principale, découvert le 22 juillet 1917 par l'astronome allemand Max Wolf depuis l'observatoire du Königstuhl.
Il est nommé en l'honneur de la poétesse et historienne allemande Ricarda Huch.